# Pani Aniela
Pani Aniela – młodzieńczy utwór Adama Mickiewicza z 1817.
Wierszowany utwór jest spolszczeniem satyrycznej powiastki filozoficznej Voltaire’a zatytułowanej Gertrude, ou Éducation d’une fille. Tekst zachował się w archiwum Filomatów.
Dzieło jest satyrą na świętoszkowatą obłudę i pochwałą dość swobodnych obyczajów. Akcja oryginalnego utworu działa się w bliżej nieokreślonym miejscu, Mickiewicz przeniósł ją zaś do Nowogródka. Pod względem językowym dzieło parodiuje stylistykę utworów osiemnastowiecznych.